# かけがえのない詩
「かけがえのない詩」（かけがえのないうた）は、日本の音楽ユニット・mihimaru GTの12作目のシングル。

## 概要
- 前作「いつまでも響くこのmelody/マジカルスピーカー」から約6ヶ月ぶりのシングル。
- 表題曲はアニメ映画『映画ドラえもん のび太の新魔界大冒険 〜7人の魔法使い〜』の主題歌及び日本テレビ系列『天才!志村どうぶつ園』のエンディングテーマに使用された[1]。アニメタイアップを手掛けるのは「ツヨクツヨク」以来2作ぶりで、映画タイアップは自身初となった。
- 初回ドラ盤と初回ミヒ盤、通常盤の3形態で発売された。初回ドラ盤はアニメ絵柄ジャケット仕様で、オリジナルドラえもんシールが、初回ミヒ盤には特典として表題曲のミュージック・ビデオを収録したDVDが同梱された。
- オリコンチャート初登場6位を獲得。2作連続トップ10入りを果たした。また、前作に続いて日本レコード協会からゴールド認定されている。
- 映像作品『mihimaLIVE』と、既発のオリジナルアルバム『mihimarhythm』『mihimalife』『mihimagic』に「So Merry Christmas -TAKE 06-」のミュージック・ビデオを収録したDVDが同梱された期間限定盤の計4作品も同時発売された。

## 収録曲
1. かけがえのない詩 [5:10]
作詞：hiroko & mitsuyuki miyake & Hidemi Ino
作曲：mitsuyuki miyake
編曲：mitsuyuki miyake & 守尾崇
ストリングスアレンジ：山崎功
友情をテーマに制作された[1]。タイアップ先の『映画ドラえもん のび太の新魔界大冒険 〜7人の魔法使い〜』側からは壮大な感じというキーワードだけをもらっていた。曲調はドラえもんの映画で流れる事も想定し、ミディアムバラード調となった。歌詞は手紙を書くように、言葉選び等ストレートに伝わるシンプルなものを心がけたという[2]。
2. Future Language [4:01]
作詞：hiroko & mitsuyuki miyake
作曲：mitsuyuki miyake
編曲：mitsuyuki miyake & 鈴木Daichi秀行
3. かけがえのない詩 (Instrumental) [5:11]
作曲：mitsuyuki miyake
編曲：mitsuyuki miyake & 守尾崇
ストリングスアレンジ：山崎功
表題曲のインストゥルメンタル。
4. Future Language (Instrumental) [3:57]
作曲：mitsuyuki miyake
編曲：mitsuyuki miyake & 鈴木Daichi秀行
カップリング曲のインストゥルメンタル。

## 参加ミュージシャン
mihimaru GT
- hiroko：Vocals & Rap
- mitsuyuki miyake：Vocals & Rap、Programming

Additional Musician
- 山崎淳：Guitars (#1,3)
- 下野ヒトシ：Bass (#1,3)
- Ken Kawai：Piano (#1,3)
- 佐野康夫：Drums (#1,3)
- CHICA STRINGS：Strings (#1,3)
- DJ MINORU：Turntable (全曲)
- DJ YU-TA：Turntable (#1,3)
- 守尾崇：Other Instruments (#1,3)
- 鈴木Daichi秀行：Other Instruments (#2,4)

## タイアップ
- 東宝配給アニメ映画『映画ドラえもん のび太の新魔界大冒険 〜7人の魔法使い〜』主題歌 (#1)
- 日本テレビ系列教養バラエティ番組『天才!志村どうぶつ園』エンディングテーマ (#1)

## 収録アルバム
- THE BEST of mihimaru GT (#1)
- The Best Selection of ASIA (#1)
- mihimaballads (#1)
- 10th Anniversary BEST 2003-2013 (#1)
- THE SINGLE of mihimaru GT (#1)
- mihimania II〜コレクション アルバム〜 (#2)
- mihimania collection (#2)